# Guardia Nazionale Repubblicana
La Guardia Nacional Republicana (en italiano: Guardia Nazionale Repubblicana, abreviado GNR) fue una fuerza de gendarmería que existió en la República Social Italiana (RSI) durante la Segunda Guerra Mundial. Fue creada en diciembre de 1943, y acabaría reemplazando a los Carabinieri y la Milicia Voluntaria para la Seguridad Nacional (MVSN), operando exclusivamente en el territorio italiano que todavía que estaba controlado por los alemanes. 
El general Renato Ricci ejerció como comandante de la GNR durante su corta existencia.

## Graduaciones y divisas

### Oficiales y generales
| Esercito Nazionale Repubblicano     | Guardia Nazionale Repubblicana | Divisa |
| ----------------------------------- | ------------------------------ | ------ |
| General Generale                    | General                        |        |
| Teniente general Tenete Generale    | Teniente general               |        |
| Mayor general Maggior Generale      | Mayor general                  |        |
| Coronel Colonnello                  | Coronel                        |        |
| Teniente coronel Tenente Colonnello | Teniente coronel               |        |
| Mayor Maggiore                      | Mayor                          |        |
| Capitán Capitano                    | Capitán                        |        |
| Teniente Tenente                    | Teniente                       |        |
| Subteniente Sottotenente            | Subteniente                    |        |

### Suboficiales y tropa

Insignia de collar con la doble "M" de la Guardia Nacional Republicana

| Esercito Nazionale Repubblicano          | Guardia Nazionale Repubblicana | Divisa |
| ---------------------------------------- | ------------------------------ | ------ |
| Mariscal mayor Maresciallo maggiore      | Primer ayudante Primo aiutante |        |
| Mariscal jefe Maresciallo capo           | Ayudante jefe Aiutante capo    |        |
| Mariscal ordinario Maresciallo ordinario | Ayudante Aiutante              |        |
| Sargento mayor Sergente maggiore         | Brigadier Brigadiere           |        |
| Sargento Sergente                        | Vice-brigadier Vice Brigadiere |        |
| Caporale maggiore                        | -                              |        |
| Cabo Caporale                            | Soldado elegido Milite scelto  |        |
| Apuntado Appuntato                       | -                              |        |
| Soldado Soldato                          | Soldado Milite                 |        |